# Mantalania capuronii
Mantalania capuronii är en måreväxtart som beskrevs av J.-f.Leroy. Mantalania capuronii ingår i släktet Mantalania och familjen måreväxter.
Artens utbredningsområde är Madagaskar. Inga underarter finns listade i Catalogue of Life.